# Der Öffentliche Dienst
Der Öffentliche Dienst (DÖD) ist eine juristische Fachzeitschrift für den deutschen öffentlichen Dienst und Dienstrecht in Bund, Ländern und Gemeinden. Sie erscheint monatlich im Luchterhand Fachverlag und wird online von Wolters Kluwer Deutschland vertrieben. Die Auflage liegt bei 1100 Exemplaren. 

## Zielgruppe
Zielgruppen sind Beamte, Arbeitnehmer und Richter in allen Dienststellen der öffentlichen Verwaltung, Arbeitnehmer öffentlichen Betrieben, Personalvertretungen, Verbände, Vereine, Universitätsinstitute, Verwaltungshochschulen und Bibliotheken.

## Themen
Die Zeitschrift informiert über aktuelle Rechtsprechung, aktuelle Entwicklungen rund um den öffentlichen Dienst, Personalmanagement, Beamten- und Laufbahnrecht, Besoldung, Versorgung, Beihilfe, Arbeitsrecht und Arbeitszeitgestaltung, Bürokratieabbau durch eGovernment sowie Mitbestimmung und Sozialpartnerschaft.

## Geschichte
Erstmals erschien die Zeitschrift im Jahr 1948. Das Justizverwaltungsblatt ist in der Zeitschrift aufgegangen. Anfangs wurde sie im Verlag Schwann in Düsseldorf verlegt, später bis 1973 von Heggen aus Opladen. Bis 2011 erschien sie bei Heymanns. Bis 2002 trug die Zeitschrift den Zusatz „Fachzeitschrift für Angehörige des öffentlichen Dienstes“. Das Innenministerium des Landes Nordrhein-Westfalen sowie das Innenministerium Niedersachsen waren in den 1950er Jahren an der sogenannten A-Ausgabe beteiligt. Eine B-Ausgabe wurde von 1950 bis 1954 im Kohlhammer Verlag im Zusammenwirken mit der Verwaltungsakademie Rheinland-Pfalz herausgegeben. Sie trug den Titel Der öffentliche Dienst – Zeitschrift zur Ausbildung und Fortbildung für Bedienstete der öffentlichen Verwaltung.